# Le roi est mort, vive le roi!
Le roi est mort, vive le roi!, Konungen är död, leve konungen!, är ett häroldsrop, som i det gamla monarkistiska Frankrike brukade höjas inför folkskaran, så snart en regerande konung avlidit. Uttrycket användes första gången vid Karl VII:s tronbestigning 1422, men övergick tidigt till vara återkommande vid tronskiften även utanför Frankrike.
Enligt Nordisk familjebok betecknar ropet i överförd betydelse ofta människors benägenhet att hylla den härskande, den framgångsrike, men överge den döde, den besegrade. En annan tolkning är att kungaämbetet (ofta metonymiskt kallad för kronan eller tronen) i en arvsmonarki är aldrig vakant, utan ständig och permanent, oberoende av individen som för stunden innehar det.